# Tennistoernooi van Sydney 2019
|                                        |  |                                       |
| Petra Kvitová, winnares bij de vrouwen |  | Alex de Minaur, winnaar bij de mannen |

Het tennistoernooi van Sydney van 2019 werd van zondag 6 tot en met zaterdag 12 januari 2019 gespeeld op de hardcourt-buitenbanen van het NSW Tennis Centre in het olympisch park van de Australische stad Sydney. De officiële naam van het toernooi was Sydney International. Het was de 127e editie van het toernooi.
Het toernooi bestond uit twee delen:
- WTA-toernooi van Sydney 2019, het toernooi voor de vrouwen
- ATP-toernooi van Sydney 2019, het toernooi voor de mannen

## Toernooikalender
| Sydney            | januari 2019 | januari 2019 | januari 2019 | januari 2019 | januari 2019 | januari 2019 | januari 2019 | januari 2019 |
| Sydney            | zon 6        | maa 7        | din 8        | din 8        | woe 9        | don 10       | vrĳ 11       | zat 12       |
| ----------------- | ------------ | ------------ | ------------ | ------------ | ------------ | ------------ | ------------ | ------------ |
| vrouwenenkelspel  | 1e ronde     | 1e ronde     | 1e ronde     | 2e ronde     | 2e ronde     | kwartfinale  | halve finale | finale       |
| vrouwendubbelspel |              | 1e ronde     | 1e ronde     | 1e ronde     | 2e ronde     | halve finale | finale       |              |
| mannenenkelspel   | 1e ronde     | 1e ronde     | 1e ronde     | 1e ronde     | 2e ronde     | kwartfinale  | halve finale | finale       |
| mannendubbelspel  |              | 1e ronde     | 1e ronde     | 1e ronde     | 2e ronde     | halve finale | finale       |              |

ATP-toernooi van Sydney – WTA-toernooi van Sydney

Toernooien sinds 1990:
1990 · 1991 · 1992 · 1993 · 1994 · 1995 · 1996 · 1997 · 1998 · 1999 · 2000 · 2001 · 2002 · 2003 · 2004 · 2005 · 2006 · 2007 · 2008 · 2009 · 2010 · 2011 · 2012 · 2013 · 2014 · 2015 · 2016 · 2017 · 2018 · 2019 · 2020 · 2021 · 2022